# Antoñita Singla
Pour les articles homonymes, voir La Singla.
Antonia Singla Contreras (Antoñita Singla ou La Singla) est une danseuse de flamenco et actrice catalane née en 1948 dans le quartier Somorrostro de la Barceloneta, à Barcelone. 

## Biographie
Antonia Singla Contreras naît en 1948 dans le quartier Somorrostro de Barceloneta, un quartier gitan de Barcelone en Espagne. Elle contracte une méningite quelques jours après sa naissance et devient sourde. Elle est élevée par sa mère, avec ses cinq frères et sœurs après le départ de son père. celle-ci est proche de Carmen Amaya, chanteuse et danseuse de flamenco très célèbre.
Elle commence à danser à l'âge de neuf ans dans un bar de Barcelone, Los Ramones où le guitariste Juan Aguilera et la chanteuse Matilde Giménez, dite La Galleguita se produisent quotidiennement.
En 1963, Francisco Rovira Beleta tourne Los Tarantos, une version gitane de Roméo et Juliette, dans le Somorrostro. Il fait appel aux habitants du quartier et Antonia Singla se voit confier un rôle. Le film rencontre le succès et est nommé aux Oscars du cinéma de 1964. 
En 1964, Günther Sauer réalise le documentaire L'Histoire d'Antonita Singla (Die Geschichte der Antonita Singla). En 2023, la réalisatrice espagnole Paloma Zapata lui rend hommage dans La Singla - Prodige du flamenco.

## Filmographie
- 1963 : Los Tarantos, de Francisco Rovira Beleta[2]
- 1964 : L'Histoire d'Antonita Singla (Die Geschichte der Antonita Singla), téléfilm documentaire de Günther Sauer[3]
- 2023 : La Singla - Prodige du flamenco, documentaire de Paloma Zapata